# Bevoorradings- en Transportcommando
Het Bevoorradings- en Transportcommando (B&TCo) is een operationeel commando binnen het Operationeel Ondersteuningscommando Land van de Koninklijke Landmacht. Het B&TCo is met zo'n 1500 medewerkers het grootste commando binnen de Koninklijke Landmacht en is verantwoordelijk voor het gehele spectrum aan taken ten behoeve van de bevoorrading, logistiek en transport van de Nederlandse landstrijdkrachten.
De eenheid zorgt onder meer voor een adequate toevoer van munitie, brandstof, voedsel en water. Een uitgebreid transportvloot brengt deze ondersteuning op de plaats van bestemming.

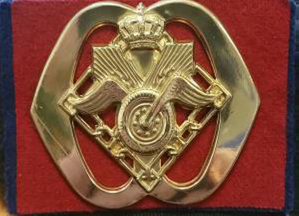
Baretembleem van het B&TCo

## Structuur
Het B&TCo is voortgekomen uit een reorganisatie waarbij het 100 en 200 Bevoorradings- en Transportbataljon en de Defensie Verkeers- en Vervoersorganisatie (DVVO)-compagnie werden samengevoegd. Personeel van het commando valt onder het Regiment Bevoorradings- en Transporttroepen Tegenwoordig bestaat het B&TCo uit één stafcompagnie en acht operationele compagnieën:
- Stafcompagnie
- 110 Transportcompagnie "Malamute"
- 120 Deploymentcompagnie
- 130 Clustercompagnie "Asterix"
- 140 Zwaar Transportcompagnie "Mammoet"
- 210 Regionale Vervoerscompagnie "Bull"
- 220 Transportcompagnie "Grizzly"
- 230 Clustercompagnie "Obelix"
- 240 Dienstencompagnie "Bever"

## Materieel
- Volkswagen Amarok
- Scania-wissellaadsysteem
- Iveco Stralis AS
- DAF-trekker-opleggercombinatie
- DAF YBZ-3300
- DAF YBB-95.480
- DAF YA 4440/4442
- DAF YAZ-2300
- Volvo FH